# Мир всем (фонд)
Мир всем — благотворительный фонд помощи православным клирикам, несогласным с начатым в феврале 2022 года полномасштабным российским вторжением в Украину. Основан протоиереем Андреем Кордочкиным, священником Валерианом Дунином-Барковским, Павлом Фахртдиновым и Светланой Неплих-Томас. О создании фонда было объявлено 2 октября 2023 года. Фонд организует денежные сборы для поддержки священнослужителей, которые были запрещены в служении или лишены сана в Русской православной церкви.
По словам Андрея Кордочкина, «Фонд Мир Всем появился тогда, когда стало понятно, что преследование антивоенных священников в России становится систематическим. На этот момент, около десяти священников были отстранены от служения за отказ читать молитву о победе „Святой Руси“ и за публичной несогласие с так называемой „священной войной“. <…> Нужно было что-то делать, причём срочно. <…> Изначальной целью фонда было оказание помощи священникам и их семьям. Но Мир Всем никогда не был только про деньги. Мы пытаемся дать этим смелым священникам чувство солидарности — особенно тем, кто в глубинке и отрезан от единодушных собратьев. Мы также даем им платформу, с которой их могут услышать».
За первый год своего существования фонд помог 36 священнослужителям и их семьям. На своих площадках размещает проповеди пострадавших священников, а также публикует новости о правозащитной деятельности. Сотрудничает с движением «Христиане против войны», Youtube-каналом «Новой газеты» и правозащитной платформой «Заодно».
22 октября 2024 года получил официальную регистрацию НКО в Гёттингене.